# 사카키바라 교타
사카키바라 교타(일본어: 榊原 杏太, 2001년 10월 20일~)는 일본의 축구 선수이다.

## 구단 경력
그는 2023년 J1리그의 나고야 그램퍼스에 입단했다. 2024년에 J리그컵 우승을 차지했다.